# Кремлівська (станція метро)
55°47′42″ пн. ш. 49°06′28″ сх. д. / 55.79500° пн. ш. 49.10778° сх. д.
Кремлівська (тат. Кремль) — станція Центральної лінії Казанського метрополітену. До 30 грудня 2010 рік кінцева, розташована між станцією «Площа Габдулли Тукая» і станцією «Козина слобода» . 
Відкрита 27 серпня 2005 року  у складі першої пускової ділянки Казанського метрополітену «Гірки» - «Кремлівська».

## Вестибюлі
Станція розташована біля Казанського Кремлю, на початку вулиць Баумана та Профспілкова.
Є два вестибюлі — південний і північний. Південний вестибюль, тимчасово не працюючий за малого пасажиропотоку весь час за винятком Дня Республіки і Міста (30 серпня), має два виходи: один вихід — на початок пішохідної вулиці Баумана і в недобудовану підземну галерею під нею; другий вихід — через два непрацюючих ескалатори та невідкриту надземну галерею до перехрестя вулиць Профспілкова і Чернишевського. Північний вестибюль має два непрацюючих ескалатори і з'єднується з поверхнею через три виходи: перший вихід знаходиться південніше і далі від Кремля ніж інші і виводить до річки Булак (на вулицю Право-Булачна), два інших виходу ведуть на площу Тисячоліття і спуск до неї від площі 1 травня по різні сторони від проїзду, що пролягає вздовж підніжжя кремлівського пагорбу.

## Технічна характеристика
Конструкція станції —  — односклепінна станція мілкого закладення (глибина закладення — 10 м), з однією острівною платформою. Висота склепіння — 6 м. На станції заставлено тактильне покриття.

## Колійний розвиток
Станція з колійним розвитком — 2 стрілочні переводи і протишерсний з'їзд.

## Оздоблення
У східному інтер'єрі станції біло-бежевих кольорів як би відроджено легендарне підземелля неприступною кремлівської фортеці епохи Казанського ханства: склепінні стелі, кам'яна кладка стін з зубцями, середньовічні вежі, мережа підземних переходів і ходів.
Над станцією влаштовані скляні куполи-атріуми для денного світла: над північним вестибюлем — 1 великий напівсферичний, над північним кінцем перонного залу — 3 менших пірамідальних.
Стіни перонного залу оздоблені у вигляді зубчастих «оборонних стін» з десятьма «вежами» (по п'ять з кожного боку платформи), умовно символізують стіни і вежі Казанського Кремля. Оздоблення стін перонного залу (а також вестибюлів) виконано з бежевих мармурових плит «Джаніна» з геометрією під «білий камінь». За зубцями стін влаштована підсвічування склепіння.
На стінах в арочних отворах «веж» розташовані мозаїчні панно з видами буття середньовічних Булгарського і Казанського ханств і блакитні плиткові барельєфи з написами «Казан каласы — таш кала» татарською мовою (старовинною арабською графікою) і «Казань — місто білокам'яне» російською.
По центральній поздовжній осі платформи перонного залу розташовані 5 башточок 3 типів, які внизу обрамлені по периметру сидіннями з дерева і підсвічені зсередини через кольорові вітражі у верхній частині і арочних отворах. Центральна башточка увінчана шатром і символізує вежу Сююмбіке, 2 крайні башточки увінчані мавзолеями і символізують історію Казанського ханства, 2 проміжні башточки увінчані мінаретами і символізують мусульманську віру татарського народу. Башточки виконані з залізобетону з наступною обробкою високоякісної штукатуркою під мармур.
По осі платформи між башточками також встановлені світильники з 4 ліхтарями-"пелюстками" для освітлення платформи та стелі.
Склепінчаста стеля перонного залу прикрашена розетками-«картуші», в яких викладені фрески-мозаїки з візерунками та зображеннями дивовижних тварин і гігантського дракона — символу Казані - Зіланта, який розмахує крилами і вивергає полум'я.
Підлога платформи перонного залу (а також вестибюлів) виконано з прямокутних гранітних плит з полірованою і термообробленою поверхнею.  Граніт темний — «куртинський», світлий — «джільтау».
На стінах перонного залу великими літерами викладені покажчики назви станції і встановлені бронзові покажчики лінії. Над підйомами до вестибюлів підвішені покажчики виходів що світяться.
Над спуском з північного вестибюля розташований мозаїчний барельєф з написами « «Казансунын буенда капкасы биек таш Казан»» татарською мовою і «Над рекою каменный град — много в Казани высоких врат»російською. («укр. Над рікою кам'яний град — багато в Казані високих брам») 
На стінах вестибюлів і входів встановлені покажчики виходів що світяться і таксофони. Над касами вестибюлів встановлені білі круглі циферблатовий годинник. У вестибюлях встановлені валідатори електронних карток, банківські та торговельні автомати.
Ковані огороджувальні вироби в вестибюлях і на спусках і підйомах з них виготовлені з нержавіючої сталі з подальшим фарбуванням в кольори графіту, золота і срібла.
Над виходом до площі Тисячоліття встановлена скульптура Зілантов.

## Ресурси Інтернету
- Станція «Кремлівська» на сайті «Метроелектротранс»[недоступне посилання з квітня 2019](рос.)
- Станція «Кремлівська» на сайті «Казанський метрополітен»(рос.)
- Станція «Кремлівська» на сайті «Мир метро» [Архівовано 13 червня 2013 у Wayback Machine.](рос.)
- Станція «Кремлівська» на сайті «К-метро» [Архівовано 3 травня 2013 у Wayback Machine.](рос.)
- 3D-стереовид станції(рос.)